# Tawfik Hamid
Pour les articles homonymes, voir Hamid.
Tawfik Hamid est un ancien membre de l'organisation islamique Jamaa Islamiya. Médecin d'origine égyptienne, il vit aux États-Unis et milite pour une réforme de l'islam.